# Rhinogobius taenigena
Rhinogobius taenigena är en fiskart som beskrevs av Chen, Kottelat och Miller, 1999. Rhinogobius taenigena ingår i släktet Rhinogobius och familjen smörbultsfiskar. IUCN kategoriserar arten globalt som livskraftig. Inga underarter finns listade i Catalogue of Life.